# Bitwa pod Cudnowem (1831)
Bitwa pod Cudnowem – bitwa stoczona 8 maja 1831 roku pod Cudnowem w czasie powstania listopadowego.
W wyniku wyprawy wojsk polskich gen. Dwernickiego na Wołyń, Karol Różycki utworzył z powstańców na Wołyniu Oddział Konny Powstańczy Pułku Jazdy Wołyńskiej, który - przebijając się w kierunku zgrupowania powstańczego gen. Kołyszki - w Cudnowie napotkał rosyjski konwój z rekrutami. Zmusił konwojentów po walce do poddania się, zdobywając 50 karabinów z bagnetami i amunicją, 80 siodeł huzarskich i kilka wozów taborowych; uwolnił też rekrutów.
Straty wojsk carskich wyniosły około 600 rekrutów i żołnierzy wziętych do niewoli. Straty polskie to kilku rannych.